# بوسيا
بوسيا هي بلدية في مقاطعة كونيو في منطقة بيدمونت الإيطالية تقع على بعد نحو 60 كيلومتر (37 ميل) جنوب شرق تورينو ونحو 50 كيلومتر (31 ميل) شمال شرق كونيو.
تقع بوسيا على حدود البلديات التالية: Borgomale و Castino وكورتيميليا وكرافانتسانا وليكيو بيريا وتوري بورميدا Bormida.